# Charles Godefroy (aviatore)
Charles Godefroy (La Flèche, 29 dicembre 1888 – Soisy-sous-Montmorency, 11 dicembre 1958) è stato un aviatore francese divenuto famoso per il suo spettacolare volo attraverso l'Arco di Trionfo a Parigi nel 1919.